# ديفيد نوردال
ديفيد نوردال (بالإنجليزية: David Nordahl)‏ هو رسام أمريكي، ولد في 1941 في ألبرت ليا في الولايات المتحدة.